# Jan Fedder
Jan Fedder (ur. 14 stycznia 1955 w Hamburgu, zm. 30 grudnia 2019 tamże) – niemiecki aktor teatralny, telewizyjny i filmowy.

## Biografia
Urodził się 14 stycznia 1955 roku w Hamburgu. Brał lekcje baletu w wieku od 11 do 14 lat, kiedy zdecydował, że wolałby zostać aktorem. Chociaż regularnie miał problemy z prawem od wczesnych lat młodzieńczych, jest uważany za najpopularniejszego policjanta w Niemczech, ze względu na jego długoletnią i bardzo udaną rolę w serialu Großstadtrevier, gdzie grał policjanta Dirka Matthiesa. Był także znany ze swojej roli mata Pilgrima, podoficera w filmie Wolfganga Petersena Okręt. Fedder był szczególnie znany z grania typowych postaci z północnych Niemiec. Wspierał byłych więźniów, bezdomnych i zarażonych wirusem HIV. Ambasador Niemieckiej Morskiej Służby Ratowniczej (2007).
Podczas kręcenia sceny, w której U-96 został złapany przez burzę, Fedder stracił równowagę i prawie został zmieciony z pokładu statku. Bernd Tauber (który grał nawigatora Kriechbauma) zauważył, że Fedder nagle zaginął, i krzyknął: „Mann-über-Bord!” (człowiek za burtą). Przy wciąż toczących się kamerach Tauber pomógł mu wejść do luku burty. Petersen z początku nie zdawał sobie sprawy, że to był wypadek i powiedział: „Dobry pomysł, Jan. Zrobimy to jeszcze raz!”. Fedder został hospitalizowany, a jego rola została częściowo przepisana, tak że przez krótką część filmu leżał w łóżku. Powstał materiał filmowy, a scena, w której Fedder jest prawie zmieciony z łodzi, jest jednym z najbardziej pamiętnych momentów w filmie.
U Feddera zdiagnozowano raka jamy ustnej w 2012 roku. Zmarł 30 grudnia 2019 roku w Hamburgu na tę chorobę, w wieku 64 lat.

## Wybrana filmografia
- 1981: Okręt jako Pilgrim
- 1983: Skontaktuj się proszę...
- 1986: Großstadtrevier jako Dirk Matthies
- 1989: Single jako Stefan
- 1989: Dwóch mieszkańców Monachium w Hamburgu
- 1991: Superstau jako Hinnerk
- 1993: Proszę zostaw swojego męża! jako Rodkin
- 1995: Wyspy Na Wietrze jako kapitan Kamphagen
- 2006: Człowiek w strumieniu jako Jan Hinrichs
- 2007: Zaręczyny w Zurychu – scenariusz miłości jako Hans
- 2008: U-900 jako Kaleu Rönberg
- 2009: Kot w butach jako młynarz Hinze
- 2009: Kuchnia duszy jako pan Meyer z Sanepidu
- 2009: Moja córka i milioner jako Hannes Schmitz
- 2010: Bunt jako Frank Wittmann
- 2012: Pastor portowy jako Stefan Book
- 2013: Posiadłość Arne’a jako Harald
- 2013: Cisza jako Harry Cliewer